# Vladimír Šalaga
Vladimír Šalaga (* 7. listopadu 1941) je bývalý slovenský fotbalový útočník.

## Fotbalová kariéra
V československé lize hrál za Lokomotívu Košice v 9 utkáních a dal 1 ligový gól. Ve druhé lize hrál i za Baník Prievidza a Strojárne Martin.

## Ligová bilance
| Ročník                                   | Zápasy | Góly | Minuty | Klub              |
| ---------------------------------------- | ------ | ---- | ------ | ----------------- |
| 1. československá fotbalová liga 1966/67 | 8      | 1    | 704    | Lokomotíva Košice |
| 1. československá fotbalová liga 1967/68 | 1      | 0    | 11     | Lokomotíva Košice |
| CELKEM                                   | 9      | 1    | 715    |                   |